# Венді Дарлінг
Венді Мойра Енджела Дарлінг (англ. Wendy Moira Angela Darling) — вигаданий персонаж, головна героїня кількох творів Джеймса Баррі про Пітера Пена, зокрема, «Пітер і Венді», а також значної кількості творів за мотивами. Типова дочка в сім'ї, що належить до середнього класу. Дослідники відзначають, що Венді — одна з безлічі ідеалізованих вікторіанських маленьких дівчаток, а автор через неї, одночасно донька вдома і мати в Небувалії, досліджує кордон між дітьми і дорослими. Відчуття трагедії дорослішання, неминучою для дівчинки вікторіанської і едвардіанської епох, є темою більшості робіт Джеймса Баррі.

## Загальні відомості
Усі жінки в сім'ї Венді проходять цикл: дочка в англійській родині, потім мати в Нетландії, а потім мати в Англії, причому покаранням за те, що вони виросли, служить як осуд автора, так і забуття; батьки ж в той же час залишаються частково хлопчиками. Протягом історії Венді показана більш зрілим людиною, ніж Пітер: вона знає, що значить «цілуватися», а Пітер залишається в невіданні навіть після того, як Венді цілує його. У Нетландії Венді, як найстарша, довше пам'ятає про дім і розповідає дітям історію про дім. Вона займається традиційною для вікторіанської матері роботою — штопанням, прибиранням і турботою про дітей.
У фіналі історії Пітер, приголомшений тим, що Венді виросла, відмовляється брати її з собою назад в Нетландію, забравши замість цього її доньку. Хоча в дитинстві вони з Пітером грали в батьків, доросла Венді говорить Пітеру про те, що не може відправитися з ним у подорож, адже вона більше не молода й не невинна. З іншого боку, на відміну від постійно самотнього Пітера, вона не замкнена в нескінченному циклі повернень в Нетландію, а щаслива своєю новою роллю справжньої матері, так як всі жіночі персонажі у Баррі (включаючи собаку Нену) вбачають своє призначення виключно в материнстві.
Опонентами Венді, домашній дитині-англійці, в соціальному та особистому плані виступають еротизована ірландка з робочого класу Дінь-Дінь і екзотична дика індіанка Тигрова Лілія. Дінь-Дінь ненавидить Венді і кілька разів намагається позбавитися від неї, відправивши назад на Землю. З іншої точки зору, ворожнеча між Пітером і Капітаном Гаком в уявному світі знаходить паралелі в антагонізмі Венді і Пітера — протистоянні реального і уявного.
Ім'я героїні — Венді — ймовірно, придумано автором під впливом Маргарет Хенлі, дочки його друга, з якою він також був дружній. Дітей називали «Венді» і до виходу книг про Пітера Пена, але значно рідше.

## У творах

### У фільмах та мультфільмах
- Пітер Пен (1924) — роль зіграла Мері Брайан.
- Пітер Пен (1953) — мультфільм, роль озвучила Кэтрин Бомонт[en].
- Пітер Пен (1987) — роль зіграла Олена Попкова, озвучила Тетяна Аксюта, вокал — Ірина Понаровська.
- Пітер Пен і пірати (1990) — мультфільм, озвучений Христиною Ленг.
- Капітан Гак (1991) — фільм, роль постарілу Меггі виконує Меггі Сміт, а молодий — Гвінет Пелтроу.
- Повернення в Небувалію (2002) — мультфільм, роль озвучила Кет Сьюсі.
- Пітер Пен (2003) — роль зіграла Рейчел Херд-Вуд.
- Феї (2008) — мультфільм, роль озвучила Америка Янг.
- Якось у казці — серіал. Фрея Тінглі знялася в ролі Венді Дарлінг.

### На телебаченні
У перших двох трансляціях бродвейського мюзиклу «Пітер Пен» Венді грала Кейтлин Нолан. У постановці 1960 року її місце зайняла Морін Бейлі (англ. Maureen Bailey). У кількох телеспектаклях роль юної Венді виконала Брайони Макробертс. В аніме Пригоди Пітера Пена Венді представлена шибеником, друга частина серіалу містить незалежну від оригіналу сюжетну лінію, в якій Венді грає головну роль.